# Špindl 2
Špindl 2 je český komediální film z roku 2019, pokračování filmu Špindl.
Film se natáčel ve Špindlerově Mlýně v hotelu Olympie. Premiéru měl v kinech 5. prosince 2019 (Česko) a 2. ledna 2020 (Slovensko).

## Obsazení
| Kaira Hrachovcová | nová manželka Radima Fialy         |
| Radim Fiala       | spisovatel                         |
| Anna Čtvrtníčková | dcera Radima Fialy                 |
| Hana Vagnerová    | lékařka plastické chirurgie        |
| Filip Blažek      | záchranář horské služby            |
| Karel Zima        | opravář hotelu, záchranář          |
| Oldřich Navrátil  | bývalý manžel Jitky Sedláčkové     |
| Jitka Sedláčková  | bývalá manželka Oldřicha Navrátila |
| Lukáš Pavlásek    | recepční                           |
| Alice Bendová     | žena majitele hotelu               |
| Roman Skamene     | hudebník                           |
| Jakub Kohák       | hudebník                           |
| Milan Peroutka    | kytarista                          |
| Pavel Rímský      |                                    |
| Simona Prasková   |                                    |
| Igor Rattaj       | obsluha lanovky                    |
| Jan Čenský        | kamarád Radima Fialy               |
| Jiří Štrébl       | záchranář horské služby            |
| Jana Synková      |                                    |
| Kateřina Klausová | jedna ze tří sester                |
| Andrea Verešová   | nápadnice Radima Fialy             |
| Jan Révai         | instruktor lyžování                |